# Moses Löwenmeier
Dr Moses Löwenmeier (ur. 23 września 1823, zm. 17 lutego 1893) – rabin Frankfurtu nad Odrą pod koniec XIX wieku, przewodniczący miejscowego sądu rabinackiego.
Został pochowany na cmentarzu żydowskim w Słubicach. Ku jego czci wystawiono okazały pomnik w kształcie obelisku z zielonego, szwedzkiego marmuru, jednak ten nie zachował się do dzisiejszych czasów.